# Skeppsholmen (stadsdel)
För andra betydelser, se Skeppsholmen (olika betydelser).
Skeppsholmen är en stadsdel i Stockholms innerstad. Stadsdelen omfattar öarna Skeppsholmen och Kastellholmen. Stadsdelen ingår i Norra innerstadens stadsdelsområde.
Stadsdelen bildades 1933.
Stadsdelen Skeppsholmen har en landareal på cirka 20 ha eller 41 ha inklusive vattenareal. Stadsdelen har vattengräns mot Gamla stan, Norrmalm, Djurgården och Södermalm.
Skepps- och Kastellholmen inklusive alla dess byggnader förvaltas av Statens Fastighetsverk som en del i det gemensamma svenska kulturarvet

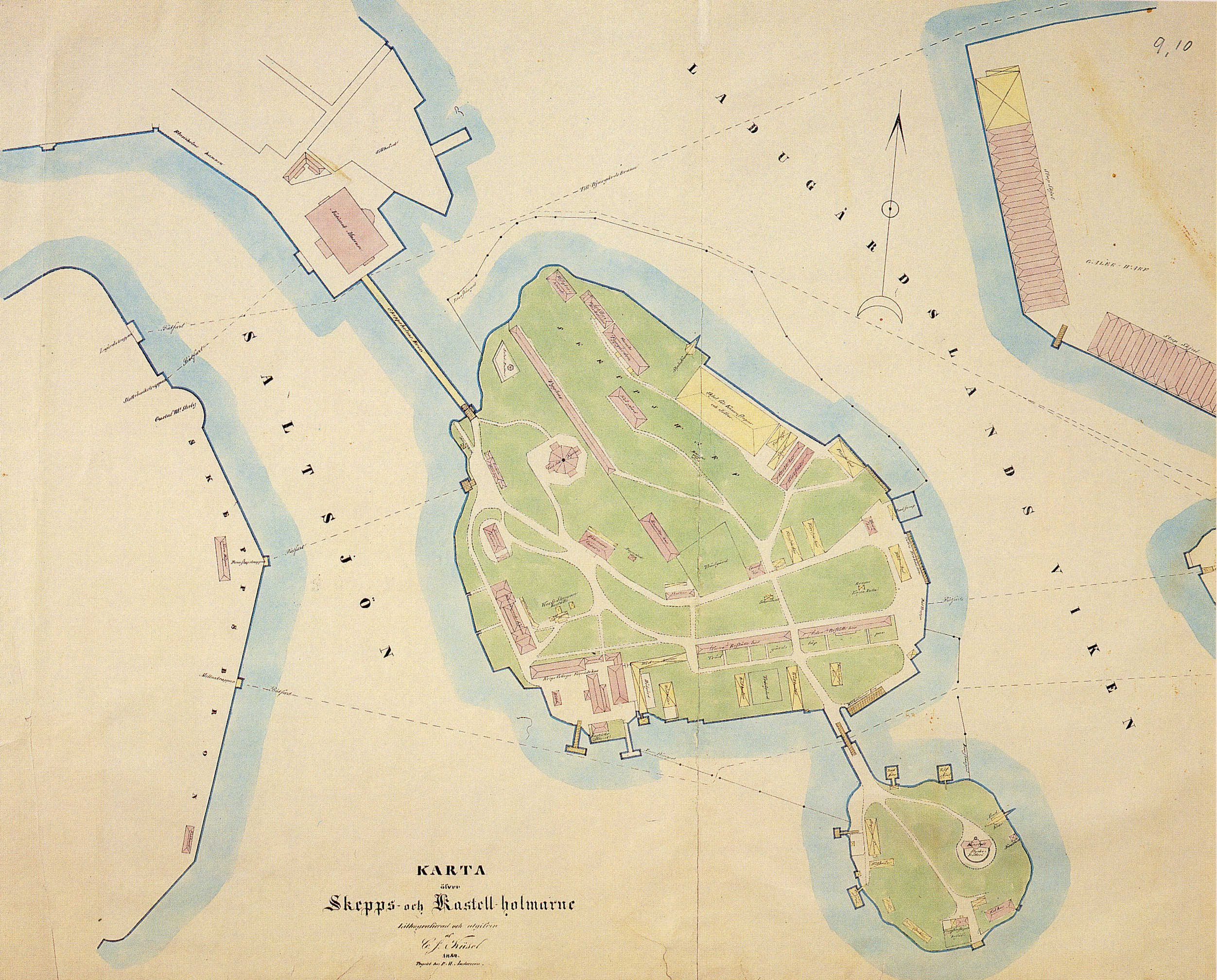
"Karta öfver Skepps och Kastell - holmarne lithograferad och utgifven af C.J. Küsel 1852. Tryckt hos P.A. Andersson." Förvaras i Stockholms stadsarkiv.